# Palau de l'Alvorada
El Palau de l'Alvorada (en portuguès, Palácio da Alvorada, "Palau de l'Albada") és un edifici de Brasília, la capital del Brasil. El palau és la residència oficial del President del Brasil. És obra d'Oscar Niemeyer, com moltes altres edificacions de la nova capital, i va ser el primer edifici inaugurat a Brasília, el 30 de juny de 1958. Se situa als marges del llac Paranoá.
Encara que el president de la República tingui en el Palau de l'Alvorada les seves dependències, el Gabinet Presidencial està situat al Palau de Planalto, on el mandatari de la nació rep autoritats, despatxa i compleix els seus deures de Cap d'estat i de Govern.
L'anterior residència presidencial havia sigut el Palau de Catete, que va cumplir aquesta funció entre 1897 i 1960, quan la capitalitat del país va ser traspassada de Rio de Janeiro a Brasília. De fet, el 1956 Niemeyer va construir a Brasília una residència provisional per quan el President Kubitschek visités les obres de la nova ciutat, que va dur el nom de Catetinho.

## Història

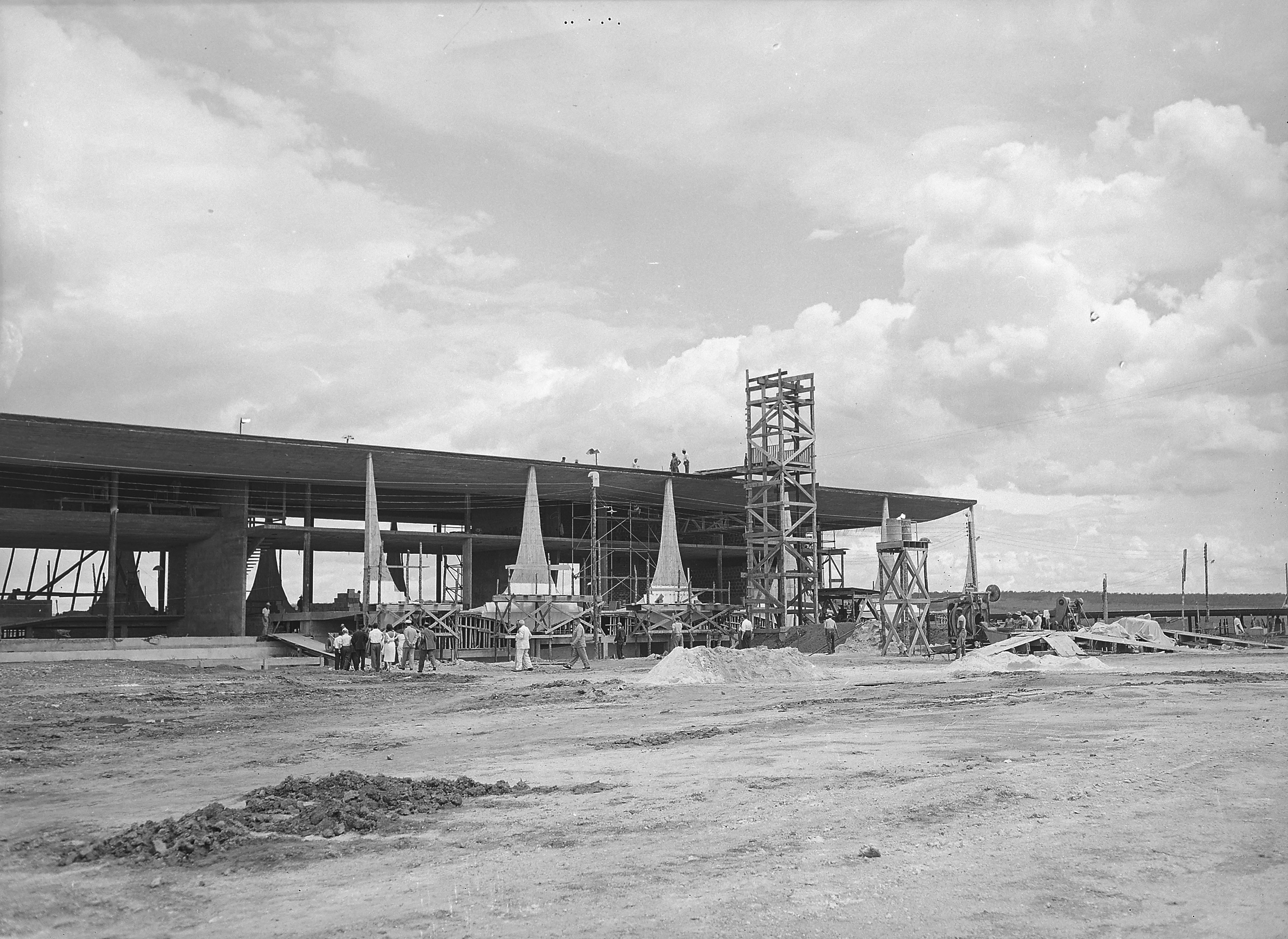
El Palácio da Alvorada durant la seva construcció

El Palau de l'Alvorada va ser concebut per Oscar Niemeyer, amb projecte estructural de l'enginyer Joaquim Cardozo. L'obra va iniciar-se el 3 d'abril de 1957 i va tenir com a responsable de l'execució l'enginyer Darcy Amora Pinto. Es diu que Kubitschek va refusar el primer projecte entregat per Niemeyer, per falta de "monumentalitat", i va demanar que l'arquitecte refés els traços per construir un palau «que d'aquí la cent anys encara sigui admirat».
La inauguració del Palau de l'Alvorada va ocórrer el dia 30 de juny de 1958, en una cerimònia que va iniciar-se amb la benedicció del Cardenal Carlos Carmelo de Vasconcelos Motta, Arquebisbe de São Paulo. La construcció de Niemeyer i Cardozo va ser batejada pel President Juscelino Kubitschek. Quan va ser qüestionat sobre el nom triat (alvorada significa albada), el polític va respondre: «Què és Brasília, sinó l'albada d'un nou dia pel Brasil?».
L'Alvorada es va convertir en una de les icones de l'arquitectura modernista en el Brasil i de la seva peculiaritat en relació al moviment modern europeu. També va ser símbol del progrés cultural i tècnic del Brasil viscut durant la dècada del 1950, moment en què el país vivia una profusió cultural singular, caracteritzat també per la bossa nova o el concretisme.
L'edifici dissenyat per Oscar Niemeyer és una construcció amb parets de vidre i revestida de marbre, l'estructura del qual és constituïda externament pels seus característics pilars blancs. D'aquesta forma, el vidre proporciona una certa integració entre els espais interior i exterior. Les famoses columnes es recolzen en el terreny per un dels seus vèrtexs fent, aparentment, desaparèixer la idea de pes. El càlcul estructural de l'enginyer Joaquim Cardozo va permetre que les bases del palau — així com en altres palaus de Brasília o la catedral metropolitana — quedessin primes: les columnes només toquen el terra, donant la impressió de que l'edifici sura en l'aire. El format diferenciat dels pilars externs de l'edificació va donar origen al símbol i emblema de la ciutat, present en l'escut d'armes del Districte Federal.
El palau va ser decorat amb mobles modernistes. Va ser amb la construcció de Brasília que es va iniciar el procés de posada en valor del disseny industrial de mobiliari al Brasil, amb l'ascens de noms com Sérgio Rodrigues, Jorge Zalszupin, així com el propi Niemeyer, que va projectar mobles en aquest període, a més de professionals de l'exterior com l'alemany Mies van der Rohe. En la part artística, hi ha pintures i tapisseria de Di Cavalcanti, Alfredo Volpi, Djanira da Motta e Silva, i escultures d'Alfredo Ceschiatti, Maria Martins o Victor Brecheret.

### Reforma de 2004–2006

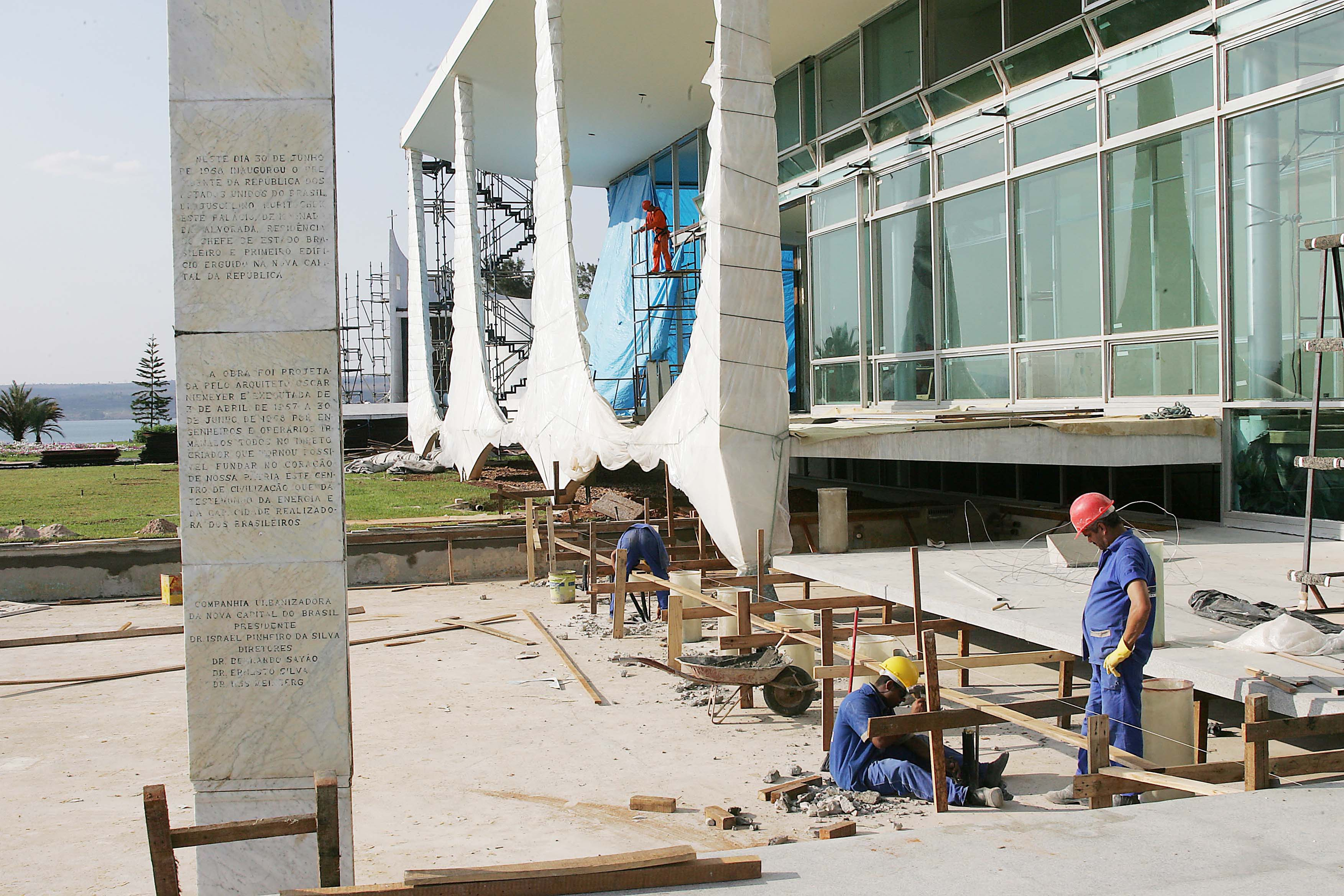
Restauració de l'Alvorada

El 2004, la llavors primera dama Marisa Letícia Lula da Silva va dirigir la restauració més extensa en la història de l'edifici. El projecte va durar dos anys, amb un cost de 18,4 milions de reals. Es van rehabilitar les habitacions i es restauraren els mobles i objectes de decoració. Es va reemplaçar tota la xarxa elèctrica i es va instal·lar un sistema d'aire acondicionat centralitzat. Les reparacions van ser part d'un projecte de restauració de llocs patrimonials sota l'adreça de l'Institut del Patrimoni Històric i Artístic Nacional (IPHAN), i el cost va ser assumit per un fons creat amb donacions d'una vintena d'empreses del país.

### Restauració de 2017
Michel Temer ha sigut l'únic president que ha renunciat a fer-ne ús. Nomenat cap del govern el 31 d'agost de 2016, arran del procés de destitució de Dilma Rousseff; va continuar residint en el Palau de Jaburu (residència oficial del Vicepresident de la República) durant uns mesos. Va traslladar-se a l'Alvorada el 17 de febrer de 2017, però el dia 24 de febrer va decidir tornar-se'n a Jaburu, adduint que la residència presidencial era «massa gran» i no tenia «aspecte de casa». Aprofitant els gairebé dos anys que l'edifici va quedar sense ocupació, es va procedir a una restauració completa de tot el mobiliari, retornant-los a l'aparença que tenien quan es va inaugurar el Palau.

## Arquitectura
L'edifici té una àrea de 7.000 metres quadrats distribuïts al llarg de tres plantes: soterrani, planta baixa i primer pis.

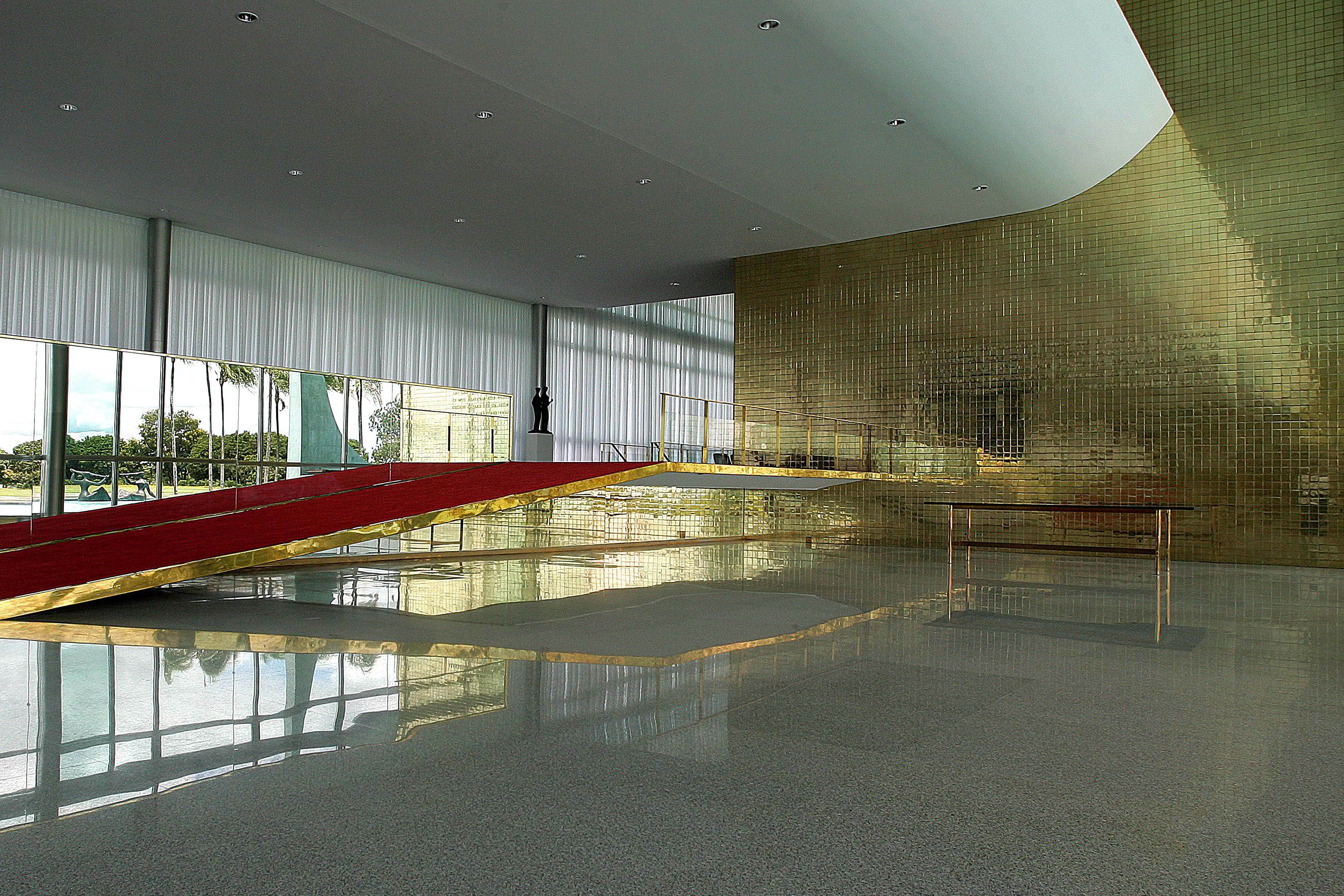
Vestíbul
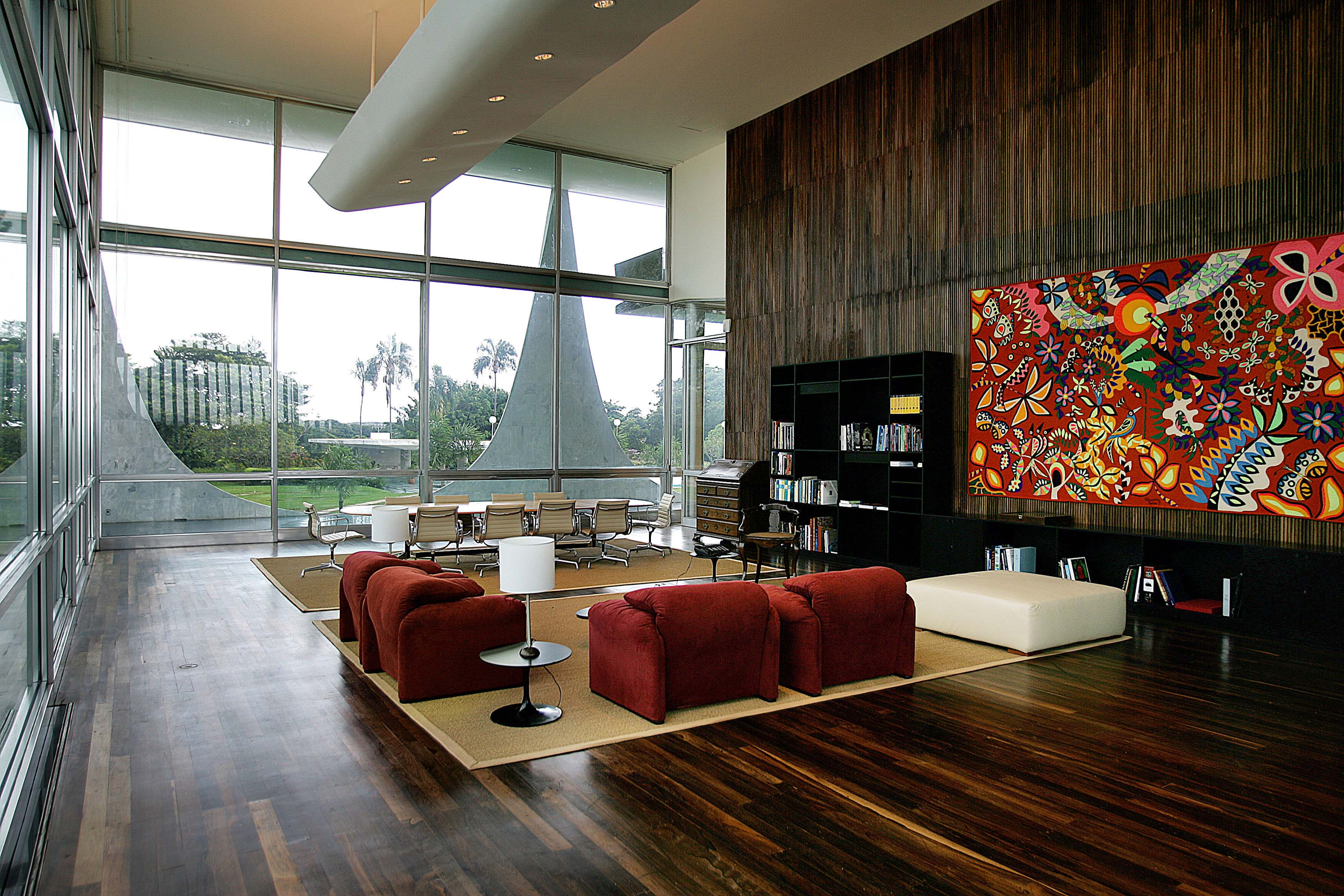
Saló d'Estat
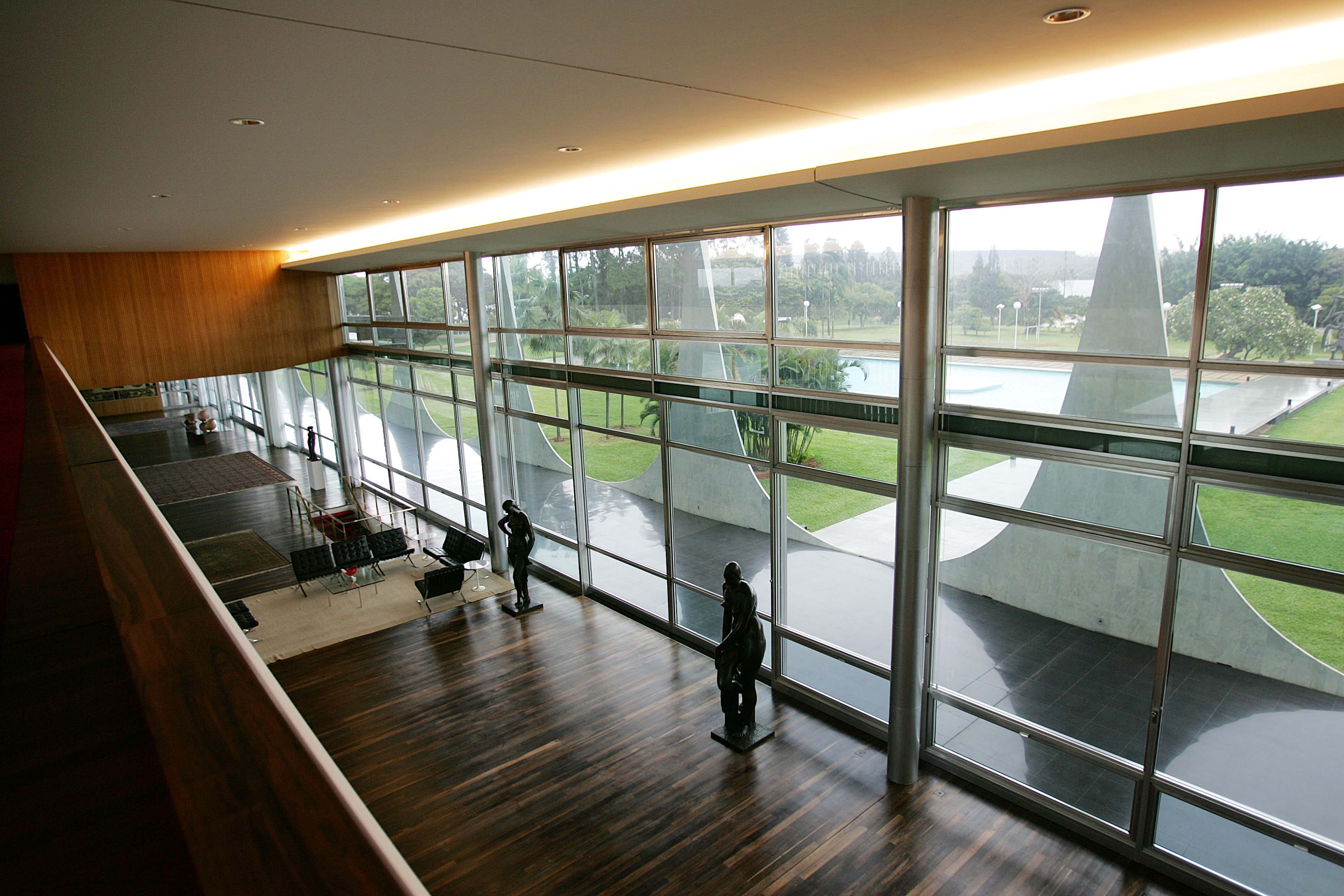
Entresolat
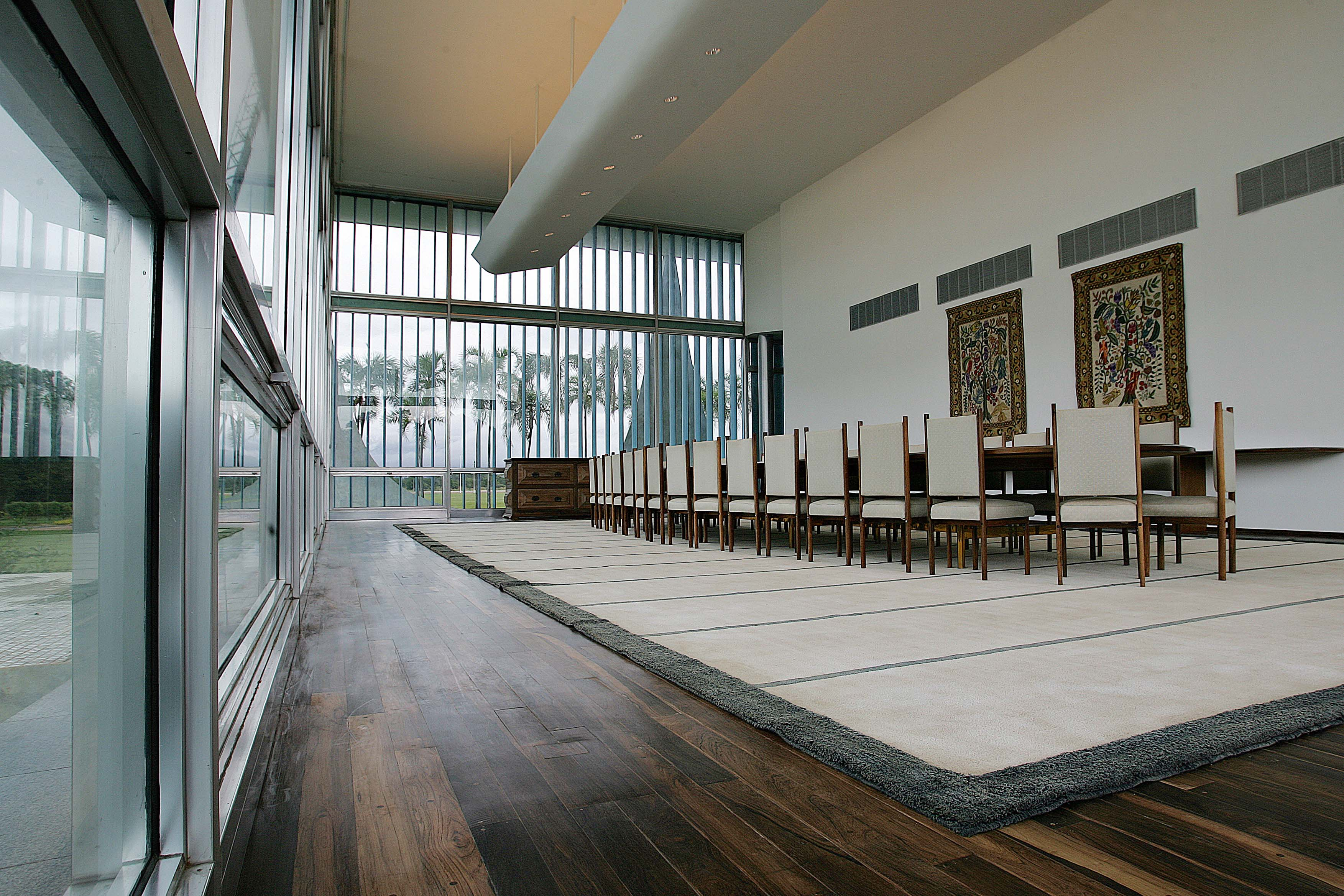
Saló de banquets
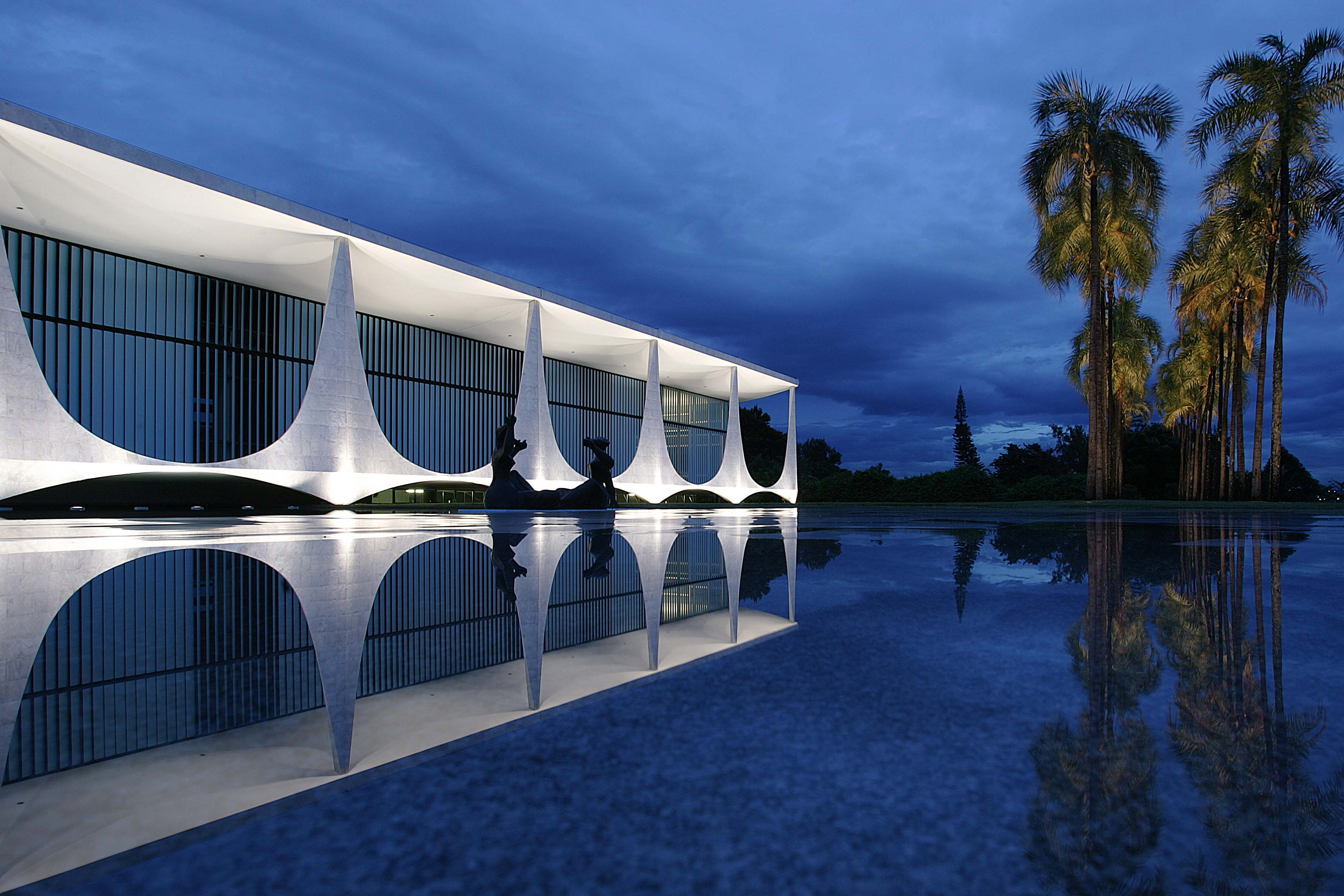
Façana

### Soterrani
Hi ha una sala d'actes amb pantalla de cinema, una sala de jocs, una unitat mèdica, la cuina, la bugaderia, els magatzems i les oficines d'administració de l'edifici.

### Planta baixa
Es troben les sales governamentals emprades per la presidència en recepcions oficials. És compost per: Vestíbul d'Entrada, Sala d'Espera, Saló d'Estat, Biblioteca, Entresolat, Menjador, Sala Noble, Sala de Música i Sala de Banquets.
El Vestíbul és l'àrea d'entrada principal del palau. La seva principal característica és un mur d'or amb una frase del president Kubitschek: «Des d'aquest Altiplà Central, des d'aquesta solitud que aviat esdevindrà el cervell de les més altes decisions nacionals, torno a posar els ulls en el demà del meu país i preveig aquesta albada, amb fe inquebrantable i una confiança sense límits en el seu gran destí - Juscelino Kubitschek, 2 d'octubre de 1956». La Sala d'Espera és decorada amb tapisseria creada per Concessa Colaço, titulada Manhã de Cores; dues pintures de Vicente do Rego Monteiro (Abstração i Céu) i una obra de Carlos Scliar anomenada Os Barcos Esperam. L'entresolat (mezzanino) és una àrea de circulació entre el Hall d'Entrada, la Biblioteca i la Sala Noble. Posseeix un tapís de Di Cavalcanti titulat Múmias, tres urnes funeràries indígenes de l'Illa del Marajó i dues escultures d'Alfredo Ceschiatti.
El Saló d'Estat és decorat amb una barreja d'objectes contemporanis i antics. La paret principal és feta amb fusta de jacarandá. S'hi troben dues imatges sacres, Maria Madalena i Teresa de Jesús, ambdues de l'estil barroc del segle xviii. El tapís de Kennedy Bahia, titulat Flora e Fauna da Bahia, destaca penjada de la paret, així com les pintures fetes per Djanira da Motta e Silva, Colhendo Café; per Maria Leontina de la Costa, Cena II; i per Alfredo Volpi, Façana em Oval.
La col·lecció de llibres de la Biblioteca inclou 3.406 obres literàries que van des d'arts, filosofia, política i literatura fins a història general i història brasilera, entre altres temes. La biblioteca és decorada amb tapisseria d'Emiliano Di Cavalcanti - l'obra Músicos - i tres mapes antics emmarcats: d'Amèrica del Sud (1645), del Brasil (sense data) i de la Capitania del Brasil (1656). Hi ha també dues petites pintures a oli, Moça Sentada ao Piano (1857) i Senhora Sentada (1885), ambdues de Rodolfo Amoedo.

El menjador és un afegit del 1992 i és decorat amb una taula i dotze cadires angleses en estil chippendale i dues taules brasileres del segle xviii. Les pintures flamenques del segle xvii de Cornelis de Heem i Jan van Huysum destaquen a la sala. A més d'aquestes obres d'art, la sala també és decorada amb dos àngels d'estil barroc de l'estat de Minas Gerais i un conjunt de porcellana de la Companyia Britànica de les Índies Orientals que es remunta al segle xviii.
La Sala Noble és dividida en quatre seccions en que destaquen dues escultures de Victor Brecheret, titulades Morena i Saindo do Banho. La secció contemporània està decorada amb mobles de Mies van der Rohe. Les dues últimes seccions mostren una barreja de mobiliari antic i contemporani, nacional i estranger. Un parell d'àngels barrocs de fusta daurada i dues peces sagrades estan entre ells, asseguts en una taula del segle xviii. En la paret, es destaca un quadre d'Aldemir Martins titulat Vaqueiro i dues obres d'art fetes per Candido Portinari — Jangadas do Nordeste i Os Seringueiros.
La Sala de Música està localitzada entre el Saló Noble i el Saló de Banquets. Posseeix dos conjunts de sofàs separats per un piano de cua alemany. En la part posterior, en un armari de fusta estan les estàtues de Joan Evangelista (segle xvii) i Sant Joaquim (segle xviii).
El Saló de Banquets va ser projectat per Anna Maria Niemeyer i posseeix una gran taula per 50 comensals. En la part de darrere de la sala hi ha una còmoda de cedre del segle xix, al costat de dos baús datats de l'inici del segle xx. És decorat per dos tapissos titulats Saudades do Meu Jardim, de Concessa Colaço, l'escultura Edificação, d'André Bloc. La coberteria és l'original del Palau de Catete.

### Primer pis
El primer pis és la part residencial del palau, amb l'apartament presidencial compost per quatre suits, dos despatxos i altres quarts privats.

### Exterior
El mirall d'aigua, que reflecteix la imatge de l'edifici, creant un espai virtual infinit, és complementat per un grup escultòric, As Iaras, d'Alfredo Ceschiatti. En els jardins a l'est del Palau, es troba l'escultura Rito do Ritmos, de Maria Martins. En edificis annexos, dintre del terreny del palau, es troba una capella i una helisuperfície.